# Mesopristes argenteus
Mesopristes argenteus is een straalvinnige vissensoort uit de familie van tijgerbaarzen (Terapontidae). De wetenschappelijke naam van de soort is voor het eerst geldig gepubliceerd in 1829 door Cuvier.